# Die Ahnfrau
Die Ahnfrau ist ein 1817 erschienenes Drama von Franz Grillparzer. Als Vorlage diente dem Autor eine südböhmische Legende unter dem Titel Pramáti (Die Ahnin), die sich auf die Burg Borotín im Okres Tábor (Südböhmen) bezieht.

## Inhalt

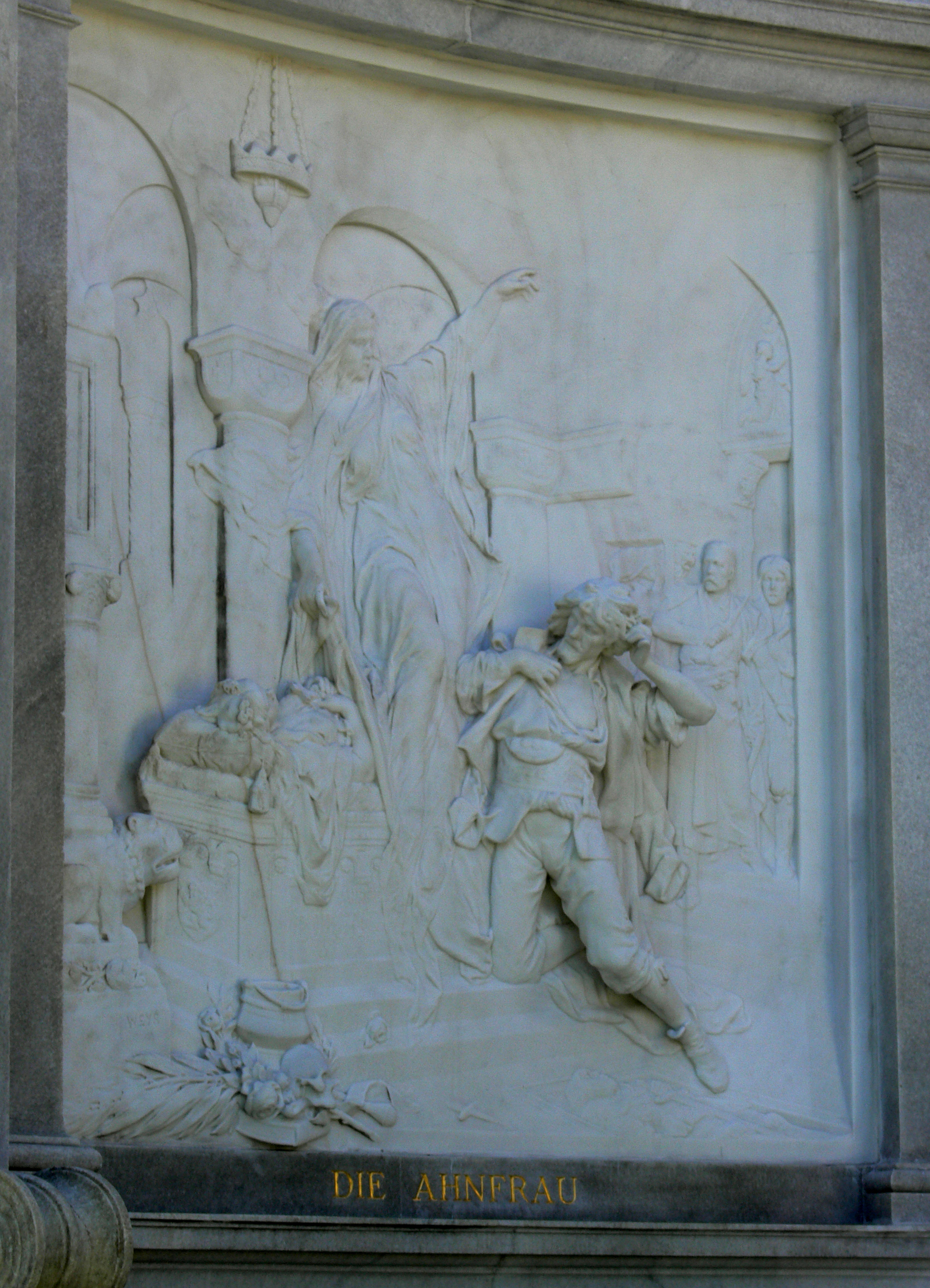
Relief Die Ahnfrau von Rudolf Weyr am Grillparzerdenkmal im Volksgarten Wien, 1889

Der alte Graf Zdenko von Borotin unterhält sich mit seiner einzigen Tochter. Es beschäftigt ihn sehr, dass Berta die einzige Nachkommende des Stammes der Borotiner ist. Er erzählt ihr, dass nach einer alten Sage die Ahnfrau des Hauses einst in ihren jungen Jahren zwangsverheiratet wurde, aber trotzdem ihre Liebe zu einem anderen Mann nicht aufgab. Als ihr Gatte dies entdeckte, habe er die Ahnfrau blind vor Zorn mit einem Dolch getötet. Die Sage sagt weiter, dass die Ahnfrau so lange wandeln muss, bis der letzte Zweig des Stammes der Borotin verschwinde. Weiters beklagte sich der Graf darüber, dass seine Gattin früh gestorben sei und sein einziger Sohn mit drei Jahren ertrunken sei. Während er seiner einzigen Tochter Berta sagt, dass sie sich einen würdigen Gatten suchen solle, ahnt er, dass sie ihn schon gefunden hat. Sie bestätigt seine Vermutungen, da sie in Jaromir von Eschen verliebt ist, welcher ihr einst das Leben rettete. Jaromir befürchtet jedoch, dass er für seine Tat vom Grafen von Borotin mit Gold oder sonstigen Schätzen entlohnt werde, jedoch nicht mit seiner einzigen Tochter. Doch der alte Graf möchte dem Glück seiner Tochter nicht im Wege stehen. Der Graf macht ein kurzes Schläfchen. Als er erwacht, meint er, Berta sitze neben ihm. Doch als er genauer hinschaut, merkt er, dass es nicht Berta, sondern die Ahnfrau ist. Voller Schreck ruft er nach Berta, denn er verdächtigt sie zuerst, sich verkleidet zu haben. Doch als auch der Kastellan Günter bestätigt, dass Berta erst gekommen ist, als der Graf sie gerufen hat, denkt er, dass es nur ein sehr realitätsnaher Traum war.
Als Jaromir atemlos in die Halle hineinstürzt, fragt ihn Günther, was er hier suche. Er berichtet, dass er von Räubern, die im nahe gelegenen Wald ihr Unwesen treiben, verfolgt wurde. Der Graf lernt ihn kennen und bietet ihm an, auf dem Schloss zu übernachten.
Auch in der darauffolgenden Nacht stürzt Jaromir voller Schreck in die Halle. Außer sich vor Angst vermeint er, Gespenster und dergleichen gesehen zu haben. Etwas erholt nähert er sich Bertas Zimmer und glaubt, Berta komme ihm aus der Tür entgegen. Doch es ist nicht Berta, sondern die Ahnfrau. Berta kommt aus ihrem Gemach und fragt Jaromir, was denn geschehen sei. Dieser zeigt bloß ganz verängstigt auf einen Winkel, in den die Ahnfrau gegangen ist. Doch Berta kann nichts sehen. Schließlich kommt auch der Graf in die Halle, Jaromir versucht, ihm das Gesehene zu erklären. Der Graf rät Jaromir zu fliehen, solange dies noch möglich sei, doch dieser entscheidet sich, dem Grafen zur Seite zu stehen. Plötzlich klopft es an das Tor, der Graf empfängt den Hauptmann freundlich und fragt ihn, was er hier suche, so spät am Abend. Der Hauptmann sagt, dass sie auf der Jagd nach den Räubern sind. Später, als alle weg sind, sitzt Berta in Gedanken versunken vor Jaromirs Zimmertüre, ihre Sehnsucht zu ihm wird so groß, dass sie in sein Zimmer geht. Doch Jaromir ist fort und das Fenster ist offen.
Am nächsten Morgen fragt Berta Jaromir, wo er gestern Nacht gewesen sei. Zunächst probiert er seine Abwesenheit abzustreiten, doch dann stellt er sich als ein gesuchter Räuberhauptmann heraus. Berta ist zuerst erschrocken, lässt sich dann aber von ihm überreden, mit ihm zu fliehen. Jaromir muss aber sofort verschwinden, denn schon bald würden die Soldaten das ganze Schloss nach ihm durchsuchen. Bevor er geht, erbittet er sich von Berta eine Waffe. Da Berta ihm keine Waffe geben will, nimmt sich Jaromir einfach einen Dolch von der Wand trotz Bertas Warnung, dass es der Dolch sei, mit dem die Ahnfrau erstochen wurde.
Berta und Günther werden von der traurigen Nachricht überrascht, dass der Graf auf der Jagd nach den Räubern schwer verletzt wurde. Als der schwer verwundete Graf in die Halle gebracht wird, stellt sich heraus, dass er von Jaromir lebensgefährlich verletzt wurde. Als der alte Graf im Sterben liegt, bringt der Hauptmann einen Räuber namens Boleslav zu ihm, der ihm etwas Wichtiges zu sagen hat. Boleslav erzählt, dass er vor gut 20 Jahren einen dreijährigen Knaben vom Schloss des Grafen entführt habe, den Sohn des Grafen, von dem angenommen wurde, dass er ertrunken sei. Boleslav erzog ihn wie seinen eigenen Sohn. Dem Grafen wird klar, dass Jaromir sein Sohn ist, der ihn mit dem Dolch der Ahnfrau lebensgefährlich verletzt hat, und er erkennt, dass die Sage der Ahnfrau wahr geworden ist. Verzweifelt über den Tod ihres Vaters und den Verlust ihres Geliebten, der ihr Bruder ist, begeht Berta Selbstmord. Jaromir, der sich nach dem Kampf mit dem Grafen noch immer versteckt hält, wird von Boleslav gefunden und darüber aufgeklärt, dass er der Sohn des Grafen ist. In seiner Verzweiflung findet er schließlich Berta tot in der Grabkammer des Schlosses, wo ihm die Ahnfrau entgegentritt. Jaromir verwechselt sie zunächst mit Berta, dann sinkt er leblos neben Berta hin, und die Ahnfrau bedeckt beide mit der Totendecke.

## Rezeption
Grillparzers Erstlingswerk wurde kontrovers aufgenommen. Die Uraufführung erfolgte 1817 im Theater an der Wien. Ein Teil der Tagesblätter fand darin die christliche Schicksalsidee dargestellt, ein anderer hielt das Stück für glaubensgefährdend.
Eine Urfassung des Werkes aus dem Jahr 1816 wurde im Februar 1964 in Luzern uraufgeführt. Danach verschwand das Stück fast vollständig von den Spielplänen. Im April 2013 unternahm Burgtheater-Direktor Matthias Hartmann den Versuch einer Neuinterpretation des Werkes, die teils auf Skepsis, teils auf Begeisterung stieß: „Die Aufführung hat große bildnerische und musikalische Qualitäten, auch Witz. Mit der Schwere dessen, was hier verhandelt wird, kommt sie nicht zurecht, obwohl sich die Schauspieler Mühe geben.“

## Zum Ort der Handlung

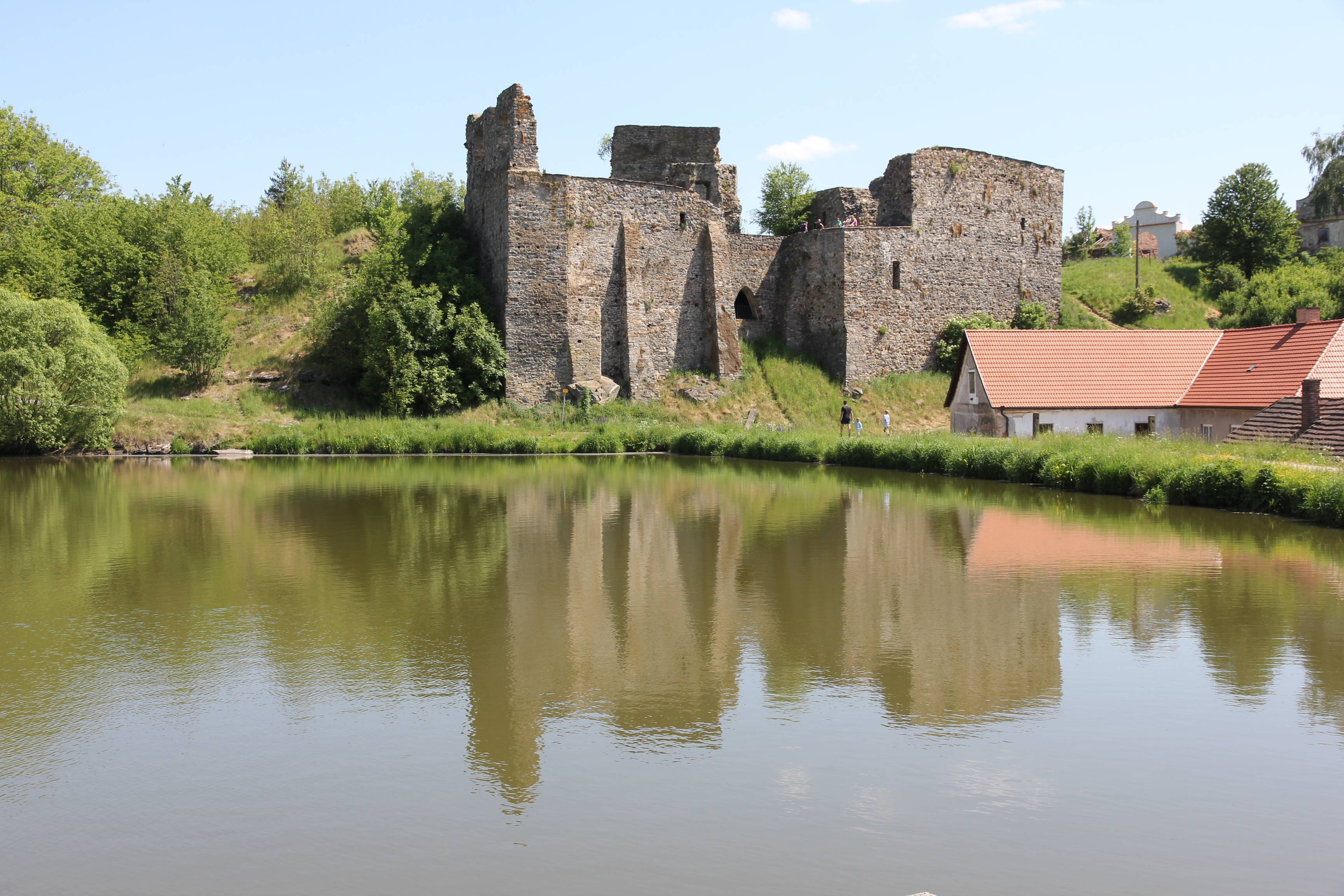
Burgruine Borotín in Südböhmen

Die Burg Borotín, heute eine unter Denkmalschutz stehende Ruine, wurde im 14. Jahrhundert erbaut. Als Gründer gelten Heinrich (Jindřich) von Borotín zu Landstein und seine Frau Berta, die Hauptfigur der Legende. Der Sage nach wurde sie wegen ihrer Untreue und Nymphomanie verflucht: Nach ihrem Tode solle sie in der Burg Borotín so lange nackt umgehen, bis der Familienstamm von Borotín zu Landstein ausgestorben sei. Das letzte Glied dieses Familienstammes, Nikolas (in der Legende figuriert er unter dem tschechischen Namen „Jaromír“) von Borotín zu Landstein, wurde 1460 in der Nähe der Burg irrtümlicherweise erschlagen. Damit erlosch der Fluch.
Als Franz Grillparzer 1816 im Barockschloss Meschitz bei Tábor zu Besuch war, hörte er die Legende von der Baronin Antonia von Stillfried und benutzte sie später.

## Verfilmungen
- 1910: Die Ahnfrau; Regie: Jakob Fleck (Wiener Kunstfilm)
- 1919: Die Ahnfrau; Regie: Jakob Fleck, Luise Fleck (Wiener Kunstfilm), mit Liane Haid, Max Neufeld
- 1971: Die Ahnfrau (TV); Regie Peer Raben, mit Rudolf Lenz, Margit Carstensen, Rainer Werner Fassbinder, Irm Hermann, Ulli Lommel, Kurt Raab, Hans Hirschmüller, Ingrid Caven